# Saint-Léger-sous-Margerie
Saint-Léger-sous-Margerie és un municipi francès situat al departament de l'Aube i a la regió del Gran Est. L'any 2007 tenia 61 habitants.

## Demografia

### Població
El 2007 la població de fet de Saint-Léger-sous-Margerie era de 61 persones. Hi havia 25 famílies de les quals 7 eren unipersonals (7 dones vivint soles i 7 dones vivint soles), 7 parelles sense fills, 7 parelles amb fills i 4 famílies monoparentals amb fills.
La població ha evolucionat segons el següent gràfic:
Habitants censats

### Habitatges
El 2007 hi havia 34 habitatges, 27 eren l'habitatge principal de la família, 4 eren segones residències i 3 estaven desocupats. Tots els 34 habitatges eren cases. Dels 27 habitatges principals, 25 estaven ocupats pels seus propietaris, 1 estava llogat i ocupat pels llogaters i 1 estava cedit a títol gratuït; 2 tenien dues cambres, 8 en tenien tres, 7 en tenien quatre i 9 en tenien cinc o més. 10 habitatges disposaven pel capbaix d'una plaça de pàrquing. A 12 habitatges hi havia un automòbil i a 9 n'hi havia dos o més.

### Piràmide de població
La piràmide de població per edats i sexe el 2009 era:
| Homes | Edats   | Dones |
| ----- | ------- | ----- |
| 0     | 95 o +  | 0     |
| 0     | 90 a 94 | 0     |
| 0     | 85 a 89 | 0     |
| 0     | 80 a 84 | 0     |
| 8     | 75 a 79 | 8     |
| 0     | 70 a 74 | 0     |
| 8     | 65 a 69 | 0     |
| 0     | 60 a 64 | 0     |
| 0     | 55 a 59 | 0     |
| 4     | 50 a 54 | 0     |
| 0     | 45 a 49 | 0     |
| 8     | 40 a 44 | 4     |
| 4     | 35 a 39 | 8     |
| 0     | 30 a 34 | 0     |
| 0     | 25 a 29 | 0     |
| 0     | 20 a 24 | 0     |
| 4     | 15 a 19 | 0     |
| 8     | 10 a 14 | 0     |
| 0     | 5 a 9   | 8     |
| 4     | 0 a 4   | 4     |

## Economia
El 2007 la població en edat de treballar era de 31 persones, 25 eren actives i 6 eren inactives. De les 25 persones actives 19 estaven ocupades (12 homes i 7 dones) i 6 estaven aturades (5 homes i 1 dona). De les 6 persones inactives 2 estaven jubilades, 1 estava estudiant i 3 estaven classificades com a «altres inactius».
Activitats econòmiques
Dels 2 establiments que hi havia el 2007, 1 era d'una empresa de construcció i 1 d'una empresa de comerç i reparació d'automòbils.
L'únic servei als particulars que hi havia el 2009 era una lampisteria.
L'any 2000 a Saint-Léger-sous-Margerie hi havia 8 explotacions agrícoles que ocupaven un total de 604 hectàrees.

## Poblacions més properes
El següent diagrama mostra les poblacions més properes.